# Милошешти (Ђурђу)
Милошешти (рум. Miloșești) насеље је у Румунији у округу Ђурђу у општини Херашти. Oпштина се налази на надморској висини од 40 m.

## Историја
Милошешти или кнежево село се везује за српског кнеза Милоша Обреновића. Кнез Милош је био власник суседног спахилука Херашти (Ђурђу), али и простора на којем је никло и то село (Милошешти). На грбу места налази се и стари српски грб са двоглавим белим орлом. Главна улица данас носи име Милоша Обреновића.
Насеље је настало 1864. године захваљујући аграрној реформи, а у његовом склопу је заселак "Пастрма" (врста јела). Тај заселак је насељен 1831. године Румунима из округа Базау, и до 1895. године је био део Милошештија. Као насеље Милошешти јавља се од 28. децембра 1878. године. Православна црква посвећена Успењу Пресвете Богородице подигнута је 1871. године, од стране мештана суседних села Милошештија и Николештија; и налази се негде између њих. Прва права основна школа је отворена 1893. године; настава се раније изводила у кући мештанина Георгија Стоенескуа.

## Становништво
Према подацима из 2002. године у насељу је живело 287 становника, од којих су сви румунске националности.